# Annika Kukkonen
Annika Kukkonen (* 12. April 1990 in Helsinki) ist eine ehemalige finnische Fußballspielerin und -trainerin.

## Karriere

### Vereine
Kukkonen spielte im Alter von 19 Jahren das erste Mal im Seniorinnenbereich Fußball. Sie gehörte in den Spielzeiten 2009 und 2010 dem Hauptstadtverein  HJK Helsinki an, für den sie in der Naisten Liiga, der höchsten Spielklasse im finnischen Frauenfußball, zu 43 Punktspielen kam, 18 Tore erzielte und am Ende der zweiten Spielzeit die Meisterschaft gewann. 
Danach begab sie sich ins Nachbarland Schweden und blieb dort bis zum Ende ihrer Spielerkarriere im Jahr 2017. Während dieser Zeit war sie Vertragsspielerin von sechs Erstligisten, von denen sie für zwei jeweils ein zweites Mal spielte. Für ihren ersten Verein, dem Lait de Beauté Football Club Malmö, trug sie mit 15 von 22 Punktspielen und einem Tor in der Damallsvenskan, der höchsten Spielklasse im schwedischen Frauenfußball, zur errungenen Meisterschaft bei. In der Spielzeit 2012 bestritt sie alle 22 Punktspiele für Djurgården Damfotboll, der zum Ende der Spielzeit als Letztplatzierter in die zweitklassige Elitettan abstieg. So erging es auch ihrem nächsten Verein, dem Erstliganeuling Sunnanå SK, für den sie 20 Punktspiele bestritt und ein Tor erzielte. In der Spielzeit 2014 trug sie mit 21 Punktspielen für die KIF Örebro zum zweiten Platz in der Meisterschaft bei. Nachdem sie in der Folgespielzeit ein zweites Mal, jedoch in der Elitettan, für den Sunnanå SK tätig gewesen ist, kehrte sie auch ein zweites Mal nach Stockholm zum Erstligaaufsteiger Djurgården Damfotboll zurück. In den Spielzeiten 2016 und 2017 wurde sie in insgesamt 35 Punktspielen eingesetzt. Vom 1. Februar 2018 bis zum 31. Dezember 2021 war sie Cheftrainerin des Viertligisten Sunnanå SK.

### Nationalmannschaft
Nachdem Kukkonen für die Nachwuchsnationalmannschaft des SPL in der Altersklasse U19 15 Länderspiele im Zeitraum von drei Jahren bestritten hatte, debütierte sie am 26. Februar 2010 für die A-Nationalmannschaft, die in Parchal das zweite Spiel der Gruppe A gegen die Nationalmannschaft Deutschlands im Rahmen des Turniers um den Algarve-Cup mit 0:7 verlor.
Zwei Jahre später nahm sie mit der Mannschaft am Turnier um den Zypern-Cup teil und wurde im ersten und dritten Spiel der Gruppe B eingesetzt, so auch ein Jahr später. Im Jahr 2013 kam sie ferner am 19. Juni im Olympiastadion Helsinki beim 2:2-Unentschieden gegen die Schweizer Nationalmannschaft zu einem in Freundschaft ausgetragenen Länderspiel, wie auch im Turnier um die in Schweden ausgetragene Europameisterschaft in allen drei Spielen der Gruppe A zum Einsatz und schied mit ihrer Mannschaft als Gruppenletzter aus dem Turnier aus. Sie bestritt des Weiteren alle zehn Spiele der WM-Qualifikationsgruppe 7. Im Jahr 2015 gehörte sie der Mannschaft an, die in Eerikkilä das am 12. Februar ausgetragene Freundschaftsspiel gegen die Nationalmannschaft Schwedens mit 0:3 verlor. Im Turnier um den Zypern-Cup 2015 wurde sie in allen drei Spielen der Gruppe B eingesetzt, nicht jedoch im abschließenden Spiel um Platz 9 beim 2:1-Sieg über die Nationalmannschaft Südafrikas am 11. März in Nikosia. Ihre letzten beiden Spiele als A-Nationalspielerin bestritt sie am 27. Oktober 2015 und 20. September 2016 mit dem dritten und achten Spiel der EM-Qualifikationsgruppe 2 für die anstehende Europameisterschaft 2017 in den Niederlanden, die jedoch verpasst wurde.

## Erfolge
- Schwedischer Meister 2011 (mit LdB FC Malmö)
- Schwedischer Supercup-Sieger 2012 (mit Djurgården Damfotboll)
- Finnischer Pokal-Sieger 2010 (mit HJK Helsinki)
- Finnischer Ligapokal-Sieger 2010 (mit HJK Helsinki)